# Bugulopsis monotrypa
Bugulopsis monotrypa is een mosdiertjessoort uit de familie van de Bugulidae. De wetenschappelijke naam van de soort is, als Cellularia monotrypa, voor het eerst geldig gepubliceerd in 1852 door Busk.